# Grateful Dead
Grateful Dead (englisch für „dankbare Tote“) war eine 1965 gegründete US-amerikanische Rockband aus San Francisco um den Frontmann Jerry Garcia, die eine wichtige Rolle in der US-amerikanischen Musikszene und Gegenkultur einnahm.
Bekannt wurde Grateful Dead als eine der ersten Bands des Psychedelic Rocks und als Jamband mit annähernd 3000 Konzerten. Zudem war Grateful Dead eine der ersten Bands, die das Mitschneiden von Konzerten erlaubten (aber nicht den Handel mit den Mitschnitten). Der Schwerpunkt ihrer späteren Musik lag beim Country- und Folk-Rock, die sie mit anderen Musikgenres kombinierten.
Ständige Mitglieder der Band waren Jerry Garcia, Bob Weir, Phil Lesh und Bill Kreutzmann. Insbesondere die Position des Keyboarders war unbeständig und wurde in der dreißigjährigen Bandgeschichte von sechs verschiedenen Musikern besetzt. Auch nach dem Tod des Bandleaders García war die Band unter den Namen The Other Ones und später The Dead noch einige Jahre aktiv. Die ehemaligen Mitglieder sind in unterschiedlichem Umfang noch musikalisch aktiv.

## Bandgeschichte

### 1960er Jahre
Die Ursprünge von Grateful Dead liegen in der Band Zodiac, die Jerry Garcia 1963 zusammen mit dem Gitarristen Bob Weir, dem Perkussionskünstler und Keyboarder Ron „Pigpen“ McKernan und dem Drummer Bill Kreutzmann gründete. Schon zwei Jahre zuvor spielte García Gitarre und Banjo auf Folk- und Bluegrassfestivals, arbeitete seit 1960 mit dem späteren Songwriter der Band Robert Hunter zusammen und lernte in dieser Zeit die übrigen Bandmitglieder kennen, die ebenfalls bereits Erfahrungen mit eigenen Projekten gesammelt hatten. Aus persönlichen Gründen und aufgrund von schwerwiegenden Drogenproblemen wurde Hunter kein Mitglied bei Zodiac.
Zodiac ging 1964 in der Band Mother McCree’s Uptown Jug Champions auf, allerdings ohne den Schlagzeuger Kreutzmann. Neben dem übrigen Trio García, Weir und McKernan spielten weitere Musiker in der Band, von denen sich nur David Nelson in der Musikszene etablieren konnte. Doch auch die Formation von Mother McCree’s Uptown Jug Champions war nicht von Dauer und wurde im April 1965 in Warlocks umbenannt, in der auch wieder Kreutzmann spielte. Im Juni 1965 trat der Bassist Phil Lesh bei, der vorherige Bassist Dana Morgan Jr. verließ die Band.

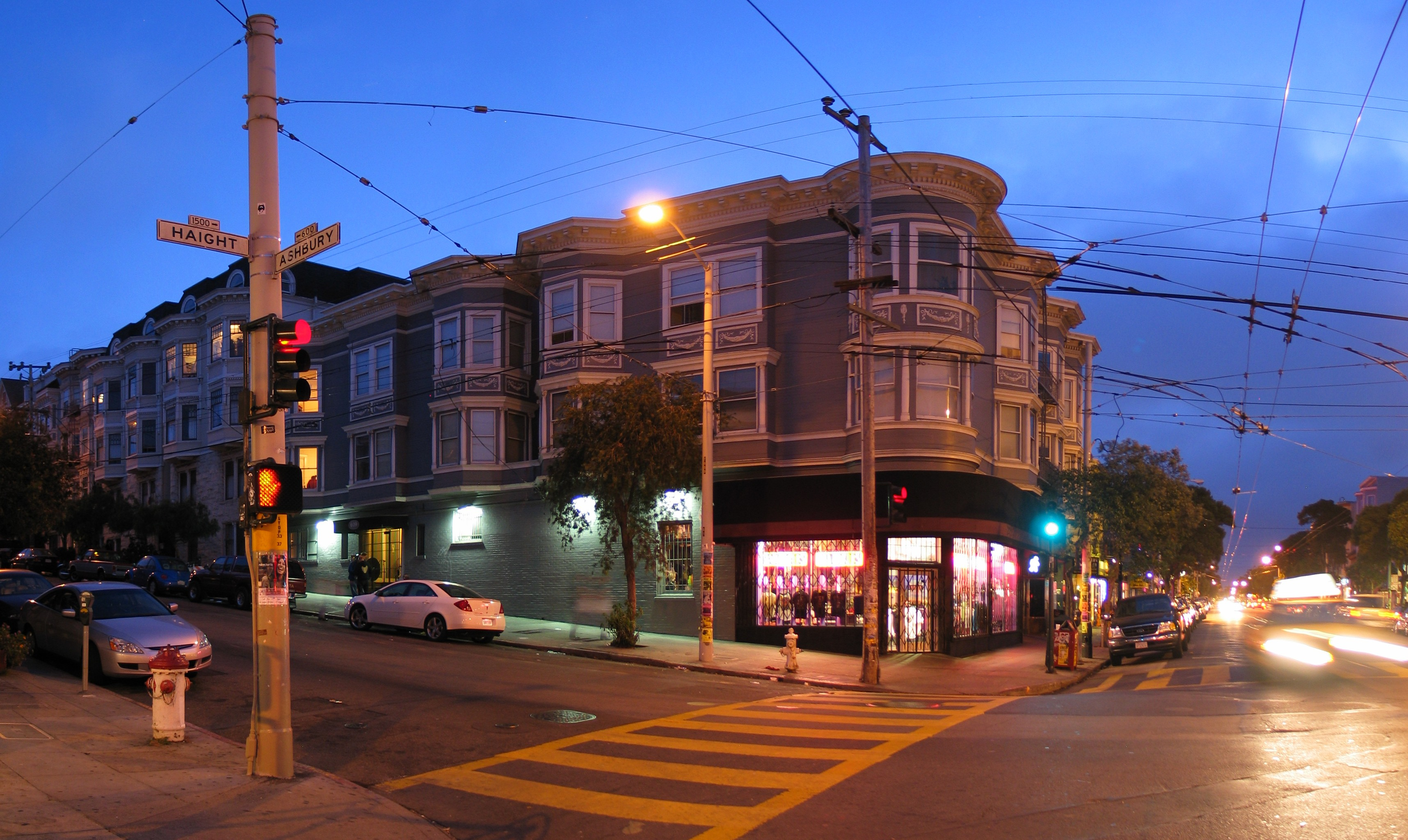
Kreuzung Haight und Ashbury

Einen Monat später wurde der Schriftsteller Ken Kesey auf die Formation aufmerksam und buchte sie als Houseband für die Acid-Tests in einer Kommune, deren Mitglieder später Merry Pranksters genannt wurden. Diese Acid Tests waren Happenings, bei denen die damals legale Droge LSD verteilt wurde. Im Dezember 1965 nannten sich die Warlocks erneut um, nachdem Lesh festgestellt hatte, dass es schon eine kommerzielle Band mit diesem Namen gab.
Laut García war die Auswahl des neuen Bandnamens Grateful Dead ein Zufall, da viele andere Namen zur Auswahl standen. Er schlug die Encyclopædia Britannica auf und las den Begriff dort. Der Begriff „Grateful Dead“ taucht in verschiedenen Kulturen auf und wird in Schriften wie dem Tibetischen Totenbuch verwendet.
Die Band siedelte in San Franciscos Stadtviertel Haight-Ashbury, das bis heute als Anziehungspunkt der Hippie- und Gegenkultur gilt. Zu dieser Zeit traf die Band auf den LSD-Produzenten Owsley Stanley, der sie finanzierte und ihr Tontechniker wurde. Dank seines Geldes konnte die Band ein eigenes Haus beziehen, sich Instrumente kaufen und auf freien Konzerten auftreten beziehungsweise diese stattfinden lassen, wodurch sie eine große Fangemeinde in San Francisco gewann. Als letztes Bandmitglied stieß der zweite Drummer Mickey Hart zur Band, dessen Vater Lenny Hart, früher ebenfalls Musiker, zeitweise Manager der Band war. Während dieser Zeit spielten die Bandmitglieder auch bei anderen Bands im Studio mit, darunter bei Jefferson Airplane und Crosby, Stills, Nash & Young, bei denen García das Pedal-Steel-Gitarren-Intro ihres Hits Teach Your Children spielte. Zudem gehörten García, Hart und Lesh neben David Nelson und John Dawson zu den Gründern von New Riders Of The Purple Sage, wo sie bis 1970 Mitglied waren, bevor sie sich verstärkt Grateful Dead und anderen Projekten widmeten.
Infolge der Konzerte wurde MGM auf die Band aufmerksam und nahm sie 1966 für Demoaufnahmen unter Vertrag. Da die Band jedoch keine Studioerfahrung besaß, verliefen die Aufnahmen nicht zufriedenstellend, und sie wurde kurze Zeit später wieder entlassen. Doch auch ohne Plattenvertrag spielte Grateful Dead weiter auf Konzerten und Festivals, bis sie von Warner Bros. Records ebenfalls 1966 unter Vertrag genommen wurden. 1967 erschien das Debütalbum The Grateful Dead, mit dem die Band jedoch nicht zufrieden war. Zu dieser Zeit kreierte die Band das Pseudonym „McGannahan Skyjellyfetti“, in Anlehnung an einen Charakter in Kenneth Patchens Werk Memoirs of a Shy Pornographer, um gemeinsam geschriebene Lieder zu kennzeichnen. Dan Healy kam als weiterer Tontechniker zur Band. Sowohl Stanley als auch er verließen die Band aus verschiedenen Gründen mehrmals und kehrten zurück. Beide traten auch als Produzenten von Alben auf.
Zu den weiteren Höhepunkten des Jahres gehörte die Teilnahme am Monterey Pop Festival im Juni 1967, durch die die Band noch bekannter wurde. Für die nächsten Alben trat Tom Constanten 1968 als zweiter Keyboarder neben McKernan und als Pianist der Band bei. Bis 1969 veröffentlichte die Band mit Anthem of the Sun und Aoxomoxoa zwei weitere Alben, wobei letzteres mit 180.000 US-Dollar Produktionskosten das bis dahin teuerste Album von Warner Bros. Records war. Auch war es das erste Album, bei dem Robert Hunter als festes Mitglied mitarbeitete.
Im Oktober 1968 verließen Weir und Pigpen die Band kurzzeitig. Sie sprachen sich gegen Proben aus und erschienen öfter nicht, bis García ihnen über Bandmanager Rock Scully ihren Hinauswurf mitteilen ließ. Die übrigen Bandmitglieder spielten zunächst bei ihren eigenen Projekten wie Mickey and the Heartbeats und Jerry García and Friends, bevor zuerst Weir und nach drei Shows auch Pigpen wieder zur Band stießen.
Das Jahr 1969 verlief äußerst erfolgreich. Neben zwei Alben spielte die Band beim Woodstock-Festival, wobei García mit dem mehrstündigen Auftritt unzufrieden war. Der Auftritt begann mit St. Stephen und wurde bald von der Band wegen angeblicher Monitorprobleme auf der Bühne unterbrochen. Durch den Regen während des Auftritts erlitt der Rhythmusgitarrist Bob Weir einen Stromschlag von seinem Mikrofon, ein Vorfall, der später auch in einem Comicstrip verarbeitet wurde. Da der Auftritt bewusst weder im Woodstock-Film zu sehen noch auf dem Album zu hören ist, war lange Zeit kaum bekannt, dass Grateful Dead überhaupt in Woodstock gespielt hatten, zumal Jerry García im Konzertfilm als Besucher zu sehen ist. Auf dem späteren Woodstock-Bootleg ist jedoch der komplette Grateful-Dead-Auftritt zu hören.
Ein negativer Höhepunkt des Jahres war das Altamont Free Concert von den Rolling Stones u. a. mit den Grateful Dead und Jefferson Airplane. Da die Stones bei einem Konzert im Hyde Park schon gute Erfahrungen mit britischen Hells Angels gemacht hatten, beschlossen sie, für das Konzert die New Yorker Hells Angels für einen Laster voll Bier und Eis zu mieten. Jerry García und Deadmanager Rock Scully versuchten vergeblich, ihnen diese Idee auszureden. Normalerweise hatten Grateful Dead gute Kontakte zu den Hells Angels, da Pigpen mit einem der Ortsvorsteher befreundet war. Wie sich herausstellte, war zum selben Zeitpunkt ein Treffen der verschiedenen Vorsteher der Angels, so dass das Konzert fast nur von Anwärtern der Angels gesichert wurde, die sich zu profilieren versuchten. Mit übermäßiger Brutalität gingen sie gegen Besucher und Musiker vor, selbst zu einem Todesfall kam es, als der Besucher Meredith Hunter von einem Angel niedergestochen wurde. Die Deads verweigerten an diesem Tag den Auftritt. Laut der Version des involvierten Musikjournalisten Stanley Booth war Rock Scully zumindest Mitbefürworter der Hells-Angels-Security-Idee. Musiker und Promoter Bert Kanegson erinnerte sich daran, dass die Grundidee von dem Diggers-Mitbegründer Emmett Grogan stammte.

### 1970er Jahre
1970 besann sich die Band mit ihren Alben Workingman’s Dead und American Beauty wieder mehr auf ihre Folk- und Bluegrasswurzeln, nachdem die vorhergehenden Alben dem Psychedelic Rock zuzurechnen gewesen waren. Constanten verließ die Band nach zwei Jahren wieder, da er als Pianospieler keine Zukunft bei der Vielzahl von Konzerten sah, die von Pigpen am Keyboard dominiert wurden. Auch wurden sie zu dieser Zeit zu einer Tournee namens Festival Express quer durch Kanada mit anderen Größen des Musikgeschäfts eingeladen. Im Januar 1970 wurde Jerry García zusammen mit den anderen Mitgliedern der Band in New Orleans wegen Drogenhandels festgenommen, aber nach wenigen Tagen wieder freigelassen. Der Manager Lenny Hart veruntreute etwa 155.000 US-Dollar und verschwand damit. Auf Grund dessen verließ sein Sohn, der Drummer Mickey Hart, die Band 1971 und kehrte erst 1975 zurück.
In den folgenden Jahren spielte die Band jedes Jahr etwa 100 Konzerte und veröffentlichte regelmäßig Studioalben. 1972 entschloss man sich zu einer größeren Europatournee, die Anlass zum erfolgreichsten Livealbum Europe ’72 wurde. Dies war auch die erste größere Tournee und das erste Album mit dem Ehepaar Keith und Donna Godchaux, die den erkrankten Pigpen entlasten sollten. Dieser starb jedoch im Frühjahr 1973 im Alter von 27 Jahren. Während Pigpen weitgehend Keyboard und Hammond-Orgel gespielt hatte, war Keith Godchaux ein vom Jazz beeinflusster Pianist.
1973 spielten sie mit The Band und der Allman Brothers Band beim Summer Jam at Watkins Glen, das von 600.000 Zuschauern besucht wurde, was für lange Jahre ein Zuhörerrekord blieb. Kurze Zeit später trat auf Anraten von Bob Weir der zweite Songwriter John Perry Barlow bei und war schon beim Album Wake of the Flood festes Mitglied der Band. Dieses wurde das erste Album unter dem eigenen Label Grateful Dead Records, nachdem der Vertrag mit Warner Bros. Records ausgelaufen war.
Nach diversen Konzerten, Shows und der Aufnahme von Grateful Dead from the Mars Hotel nahm sich die Band von Oktober 1974 bis Anfang 1976 eine Auszeit, in der sie nur wenige Konzerte gab und die einzelnen Mitglieder an Soloprojekten arbeiteten. Das Ende der Pause signalisierte das Album Blues for Allah, bei dem Hart wieder mitwirkte. Zu dieser Zeit spielte die Band vermehrt Folk-Rock und Rockjazz. Mit dem Album Terrapin Station eröffneten sie ihren neuen Plattenvertrag beim Label Arista Records, das auch alle weiteren Studioalben veröffentlichen sollte. 1978 hatten Grateful Dead einen dreitägigen Auftritt an den Pyramiden von Gizeh, der im Oktober 2008 unter dem Namen Rocking the Cradle: Egypt 1978 als Doppelalbum inklusive DVD erschien.
Das Ehepaar Godchaux verließ im Februar 1979 die Band, da es für sich dort keine Zukunft sah; Keith Godchaux starb im Juli des folgenden Jahres 1980 durch einen Autounfall. Brent Mydland stieß als neuer Keyboarder zur Band und spielte wie zuvor Pigpen die Hammond-Orgel und zudem Synthesizer. Diese Besetzung fand dank der TV-Liveübertragung eines mehrstündigen Rockpalast-Konzertes in Essen 1981 europaweit Aufmerksamkeit.

### 1980er Jahre

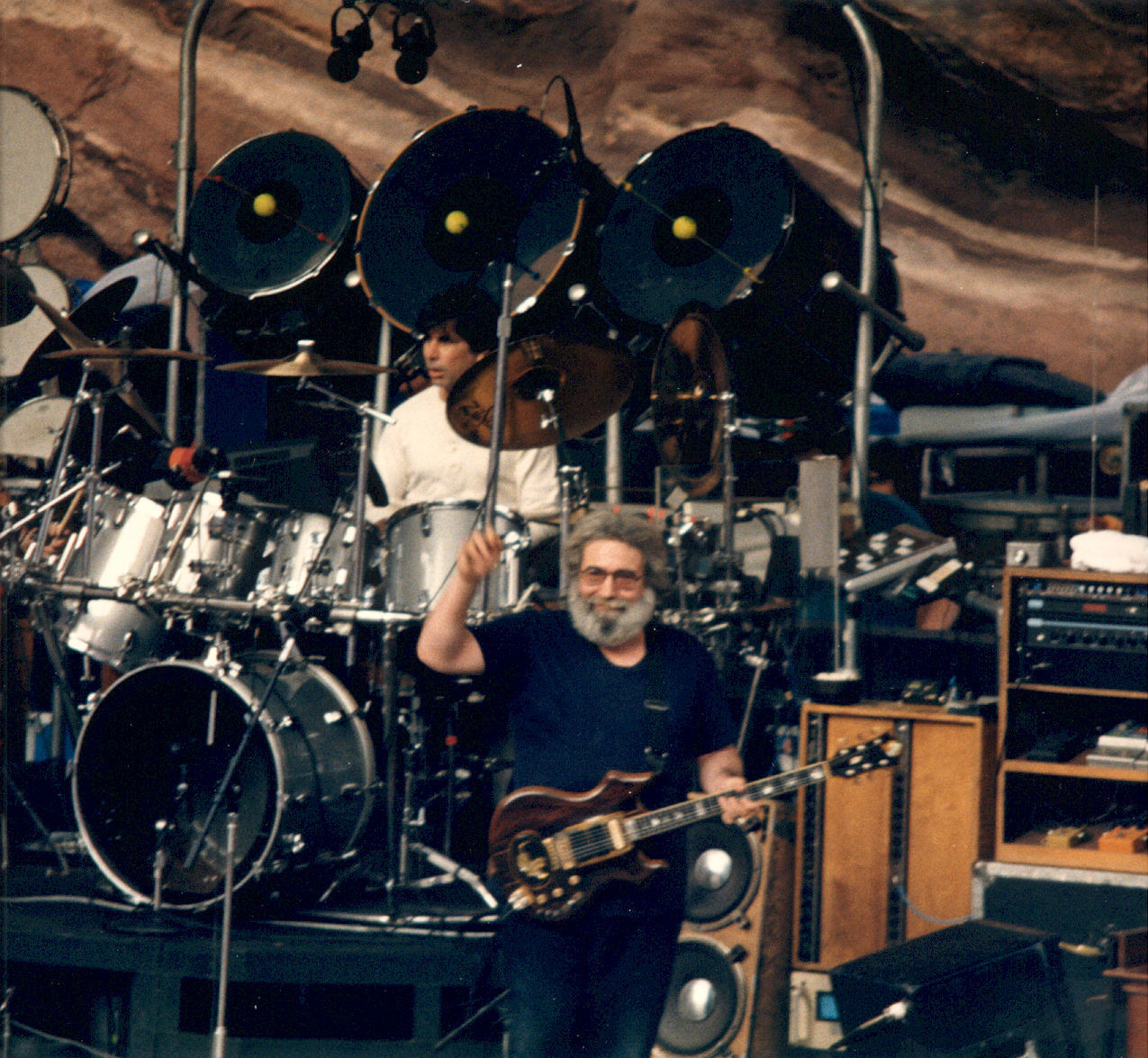
Jerry García und Mickey Hart 1987

In den 1980er Jahren wurde Grateful Dead immer populärer und spielte in immer größeren Stadien und Hallen, obwohl die Deads zwischen 1980 und 1987 kein einziges Studioalbum veröffentlichten. 1985 erwischte man García im Golden-Gate-Park mit Drogen. Seine Strafe war unter anderem die Aufführung eines Benefizkonzertes. 1986 fiel er ins Koma, erholte sich und führte zeitweise ein etwas gesünderes Leben. 1987 nahm Grateful Dead das Album In the Dark auf. Es wurde neben dem Kompilationsalbum Skeletons from the Closet: The Best of Grateful Dead das kommerziell erfolgreichste Album, und zum ersten Mal in der 22-jährigen Bandgeschichte hatten die Musiker mit Touch of Grey eine Top-Ten-Single. Zu dieser Zeit spielte die Band längst in den größten Stadien der USA, was auch Anlass zu verschiedenen Livealben war.

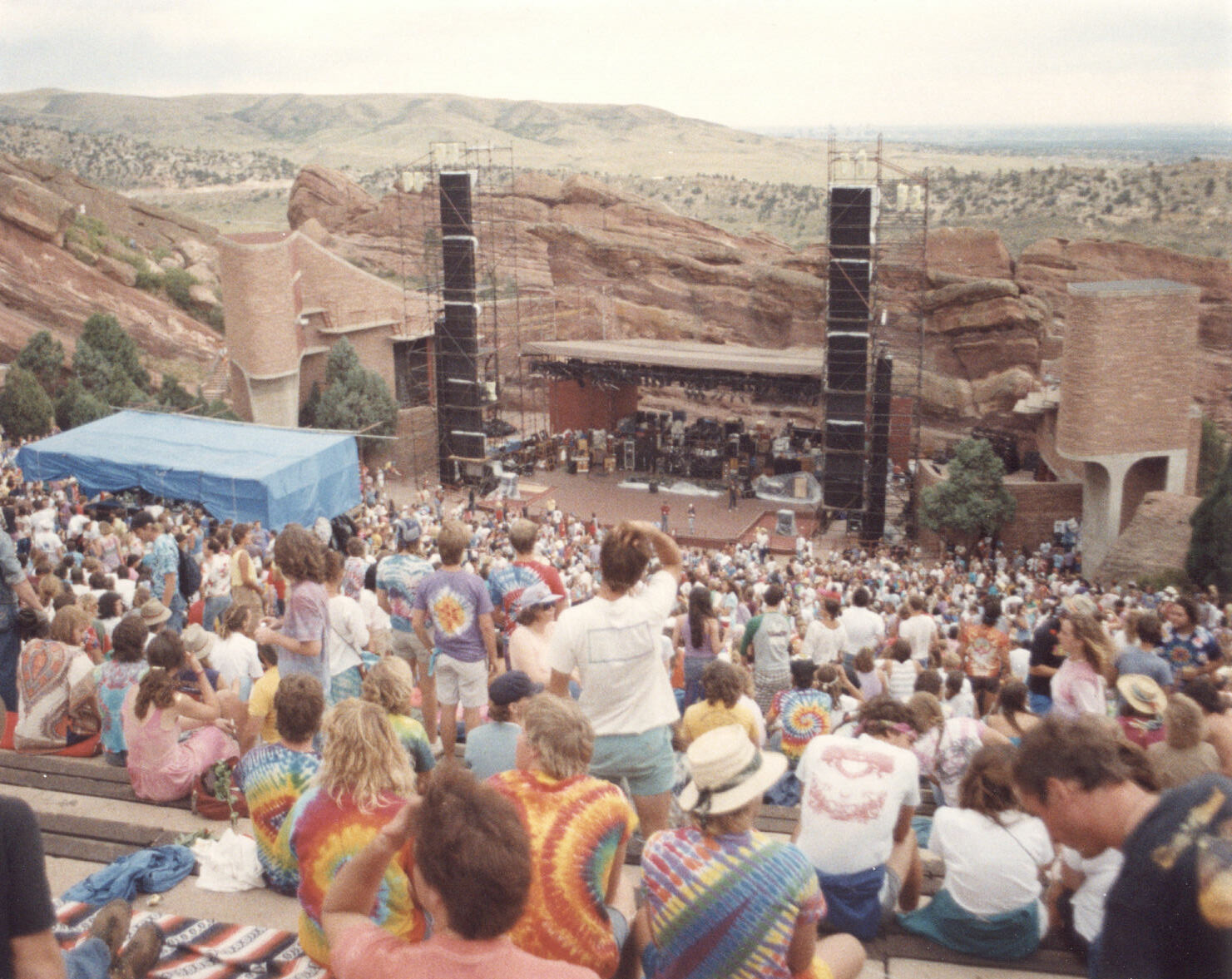
Beginn eines Konzerts 1987

### 1990er Jahre
Von 1990 bis 1992 zählte auch der Pianist Bruce Hornsby zur Formation, er galt jedoch nicht als festes Mitglied. Er ersetzte den langjährigen Keyboarder Brent Mydland, der im Juli 1990 nach Einnahme eines Drogencocktails starb. Hornsby spielte häufig als Special guest bei diversen Shows mit, lehnte aber eine Übernahme in die Band ab, um seine Solokarriere zu verfolgen. Hornsby war nach Tom Constanten und Keith Godchaux der dritte Pianist der Band. Statt Hornsby wurde Vince Welnick verpflichtet. Auch er war 1990 bis 1992 Mitglied der Band, so dass man auf den Konzerten sowohl mit zwei Drummern als auch mit zwei Keyboardern spielte. Noch zu Zeiten Mydlands nahm die Band ihr letztes Studioalbum namens Built to Last auf, so dass Hornsby und Constanten nur auf Livealben zu hören sind. Neben den Livealben begann die Band nun auch, alte Konzertmitschnitte aufzuarbeiten und als sogenannte Vault-Alben bzw. Alben aus der Dick’s-Picks-Serie zu veröffentlichen. Maßgeblich dafür verantwortlich war Dick Latvala, der von 1985 bis zu seinem Tod 1999 offizieller Aufnahmearchivist der Band war.
1994 wurden 12 Mitglieder von Grateful Dead in die Rock and Roll Hall of Fame aufgenommen. Dazu zählen alle Musiker außer Bruce Hornsby sowie Hunter. Hornsby moderierte die Preisverleihung.
Grateful Dead spielte mit den offiziellen, spontanen und inoffiziellen Auftritten um die 3000 Konzerte.
Am 9. Juli 1995 spielten die Deads an der historischen Stätte Soldier Field in Chicago ihr letztes Konzert. Es war zugleich Jerry Garcías letzter Auftritt. Er starb am 9. August 1995 im Alter von 53 Jahren an einem Herzinfarkt. Nachdem die Herbsttour bereits abgesagt worden war, gab die Band am 8. Dezember ihre offizielle Trennung bekannt.
Seit 2003 touren die überlebenden Bandmitglieder in leicht abgewandelter Besetzung als The Dead wieder. Zuvor tourten sie von 1998 bis 2003 unter dem Namen The Other Ones in einer anderen Besetzung. Daneben haben die meisten Bandmitglieder eigene Projekte, darunter Phil Lesh & Friends und Bob Weirs Ratdog.
1997 wurde die Tribut-Band Dark Star Orchestra gegründet, bei denen Grateful-Dead-Mitglieder als Gastmusiker auftraten. Dark Star Orchestra hat sich zum Ziel gesetzt, die Liveshows an originalen Plätzen, mit originalem Equipment und mit den originalen Setlisten zu wiederholen.

### 2000er Jahre
Am 2. Juni 2006 beging Vince Welnick Suizid, so dass Constanten der letzte noch lebende offizielle Keyboarder der Band ist.

### Revival, Jubiläum & Abschied
Fast auf den Tag genau 20 Jahre nach ihrem „letzten Konzert“ am 9. Juli 1995 fanden sich die restlichen Bandmitglieder Bob Weir, Phil Lesh, Bill Kreutzmann und Mickey Hart unter dem Motto "Fare Thee Well: Celebrating 50 Years of the Grateful Dead" zu 5 Jubiläumsauftritten zusammen.
Begleitende Musiker waren Trey Anastasio von Phish an der Gitarre, Jeff Chimenti an den Keyboards und Bruce Hornsby am Piano.
Mit Konzerten am 27. und 28. Juni 2015 im Levi’s Stadium in Santa Clara, Kalifornien, und am 3., 4. und 5. Juli im Soldier Field in Chicago, Illinois verabschiedete sich Grateful Dead vor zehntausenden Fans nach 50 Jahren von der Konzertbühne. Mehr als eine halbe Million Menschen hatten online versucht, Karten für das „Fare Thee Well“-Finale zu bekommen. Insgesamt gab es an den drei Tagen mehr als 360.000 Zuschauer, die Einnahmen von 52,2 Millionen Dollar generierten.

## Bandmitglieder

### Bandzusammenstellung
| Juni 1965 (Gründung) bis September 1967 | Jerry Garcia – Gitarre, Gesang Bob Weir – Gitarre, Gesang Ron „Pigpen“ McKernan – Keyboard, Mundharmonika, Perkussion, Gesang Phil Lesh – Bass, Gesang Bill Kreutzmann – Schlagzeug, Perkussion                                                                |
| September 1967 bis November 1968        | Jerry Garcia – Gitarre, Gesang Bob Weir – Gitarre, Gesang Ron „Pigpen“ McKernan – Keyboard, Mundharmonika, Perkussion, Gesang Phil Lesh – Bass, Gesang Bill Kreutzmann – Schlagzeug, Perkussion Mickey Hart – Schlagzeug, Perkussion                           |
| November 1968 bis Januar 1970           | Jerry Garcia – Gitarre, Gesang Bob Weir – Gitarre, Gesang Ron „Pigpen“ McKernan – Keyboard, Mundharmonika, Perkussion, Gesang Tom Constanten – Keyboard Phil Lesh – Bass, Gesang Bill Kreutzmann – Schlagzeug, Perkussion Mickey Hart – Schlagzeug, Perkussion |
| Januar 1970 bis Februar 1971            | Jerry Garcia – Gitarre, Gesang Bob Weir – Gitarre, Gesang Ron „Pigpen“ McKernan – Keyboard, Mundharmonika, Perkussion, Gesang Phil Lesh – Bass, Gesang Bill Kreutzmann – Schlagzeug, Perkussion Mickey Hart – Schlagzeug, Perkussion                           |
| Februar 1971 bis Oktober 1971           | Jerry Garcia – Gitarre, Gesang Bob Weir – Gitarre, Gesang Ron „Pigpen“ McKernan – Keyboard, Mundharmonika, Perkussion, Gesang Phil Lesh – Bass, Gesang Bill Kreutzmann – Schlagzeug, Perkussion                                                                |
| Oktober 1971 bis März 1972              | Jerry Garcia – Gitarre, Gesang Bob Weir – Gitarre, Gesang Ron „Pigpen“ McKernan – Keyboard, Mundharmonika, Perkussion, Gesang Keith Godchaux – Keyboard Phil Lesh – Bass, Gesang Bill Kreutzmann – Schlagzeug, Perkussion                                      |
| März 1972 bis Juni 1972                 | Jerry Garcia – Gitarre, Gesang Bob Weir – Gitarre, Gesang Ron „Pigpen“ McKernan – Keyboard, Mundharmonika, Perkussion, Gesang Keith Godchaux – Keyboard Donna Godchaux – Gesang Phil Lesh – Bass, Gesang Bill Kreutzmann – Schlagzeug, Perkussion              |
| Juni 1972 bis Oktober 1974              | Jerry Garcia – Gitarre, Gesang Bob Weir – Gitarre, Gesang Keith Godchaux – Keyboard Donna Godchaux – Gesang Phil Lesh – Bass, Gesang Bill Kreutzmann – Schlagzeug, Perkussion                                                                                  |
| Oktober 1974 bis Februar 1979           | Jerry Garcia – Gitarre, Gesang Bob Weir – Gitarre, Gesang Keith Godchaux – Keyboard Donna Godchaux – Gesang Phil Lesh – Bass, Gesang Bill Kreutzmann – Schlagzeug, Perkussion Mickey Hart – Schlagzeug, Perkussion                                             |
| April 1979 bis Juli 1990                | Jerry Garcia – Gitarre, Gesang Bob Weir – Gitarre, Gesang Brent Mydland – Keyboard, Gesang Phil Lesh – Bass, Gesang Bill Kreutzmann – Schlagzeug, Perkussion Mickey Hart – Schlagzeug, Perkussion                                                              |
| September 1990 bis März 1992            | Jerry Garcia – Gitarre, Gesang Bob Weir – Gitarre, Gesang Vince Welnick – Keyboard, Gesang Bruce Hornsby – Keyboard, Gesang Phil Lesh – Bass, Gesang Bill Kreutzmann – Schlagzeug, Perkussion Mickey Hart – Schlagzeug, Perkussion                             |
| Mai 1992 bis August 1995 (Auflösung)    | Jerry Garcia – Gitarre, Gesang Bob Weir – Gitarre, Gesang Vince Welnick – Keyboard, Gesang Phil Lesh – Bass, Gesang Bill Kreutzmann – Schlagzeug, Perkussion Mickey Hart – Schlagzeug, Perkussion                                                              |

## Stil
Im Laufe der 30-jährigen Karriere mischte die Band eklektizistisch verschiedene Stilrichtungen. Grateful Dead verarbeitete Einflüsse von Bluegrass, Jazz (insbesondere John Coltrane), Blues, Folk-Rock, Country-Rock, Space Musik und nicht zuletzt Psychedelic Rock.
Jeder der Musiker hatte andere musikalische Wurzeln und Vorlieben. Während García und Weir aus der Folk- und Bluegrassszene kamen, und García zusätzlich vom Rock ’n’ Roll angetan war, interessierte sich Lesh für Kunstmusik, wofür er auch Violine lernte, Neue Musik, Jazz und elektronische Instrumente. Pigpen hatte bedingt durch seinen Vater Blues- und R’n’B-Wurzeln und interessierte sich zudem für Gospel, während Kreutzmann einen Rockhintergrund besaß. Hart interessierte sich für jegliche Form von Perkussion.
Die Liveauftritte der Band sind durch lange Improvisationen gekennzeichnet, die von einem in den anderen Song überleiten. Songs wie Dark Star erreichten auf der Bühne nicht selten eine Länge von 30 Minuten. Stetiger Bestandteil der Shows waren die sogenannten Drums und Space. Bei Drums handelte es sich um Soli der beiden Drummer Kreutzmann und Hart, während mit Space die Improvisation der anderen Musiker bezeichnet wurde. Diese Teile wurden bei Livealben meistens weggelassen, bis mit Infrared Roses ein Album aus diesen Parts zusammengestellt wurde.
Während die Liveshows der Band ausufernde Improvisationen boten und sich musikalisch zwischen Folk, Blues und Rock bewegten, spiegelten die frühen psychedelischen Alben Anthem of the Sun und Aoxomoxoa akustisch die Drogenerfahrungen der Band. Die Musik montierte man im Studio aus zahlreichen Konzert- und Sessionaufnahmen mit elektronischen Klängen zu „bizarren Collagen, bei denen Tonschocks und Horrorminiaturen den Fluss der Musik oft empfindlich störten.“ Die Verkaufszahlen der experimentellen Alben waren zunächst sehr mäßig. Erst mit dem fünften Album Live/Dead konnten Gewinne gemacht werden, bevor in den 1970ern mit Workingman’s Dead und American Beauty ein kommerzieller Durchbruch gelang. Beide Alben zeigen eine Abkehr von psychedelischem Rock zurück zur Folk- und Countrymusik, die stets eine Wurzel der Band blieben.
Nach Pipgens Tod trugen die Neuzugänge Keith und Donna Godchaux zu einem neuerlich veränderten Bandsound bei. Mit der Sängerin Donna Godchaux kam das erste und einzige Mal eine Frau in die Band. Die Band blieb bei den nächsten Alben bei einem Mix aus Country, Folk und psychedelischem Rock. „Der Folk Rock hatte nun den zarten, pulsierenden Drive der Allman und Doobie Brothers absorbiert.“ Auf dem Album Blues for Allah aus dem Jahr 1975 wurden dem Bandsound Jazz- und Artrockklänge hinzugefügt. In den folgenden Jahren orientierte sich die Band wieder am bewährten Folk-Rock und Westcoastmusik.
Als das Ehepaar Godchaux die Band verließ und durch Brent Mydland ersetzt wurde, wurde die Band um eine hohe Harmoniestimme bereichert, zudem erhielt wieder eine Hammond-B3-Orgel wie auch ein Synthesizer Einzug ins Klangbild der Band. Dem Live-Doppelalbum Reckoning, das eine rein akustische Aufführung von Dead-Songs und Country-Blues Klassikern bot, wurde 1981 noch im gleichen Jahr mit dem Dead Set ein elektrisches Konzert als Doppelalbum zur Seite gestellt. Mit dem Studiorockalbum In the Dark konnte die Band 1987 ihren größten kommerziellen Erfolg feiern. Die Single Touch of Grey erreichte eine Topplatzierung in den Charts. Dies wurde jedoch 1995 vom 74er Album Skeletons from the Closet: The Best of Grateful Dead überboten, als die Best-of-Kompilation dreifaches Platin erreichte.
Trotz dieses Erfolgs sind sich die Kritiker einig, dass die Band ihr Potenzial nur live ausschöpfen konnte.
Durch ihre Tourneen und Liveshows gilt die Band Grateful Dead als Pionier der Jambands, die zudem so viele freie Konzerte wie keine andere Band gab und dabei den musikalischen und kulturellen Geist und die Gegenkultur von San Francisco repräsentierte.

### Wall of Sound
Als der Förderer und Soundtechniker der Band Owsley „Bear“ Stanley die Band das erste Mal hörte, war er der Meinung, dass keiner von ihnen singen könne, gab aber einen Teil der Schuld der schlechten Soundanlage:

“I could play you tapes of the early Dead that would make you cringe they’re so bad. They couldn’t sing for shit. Any one of them could sing on his own okay, but they sounded terrible together, and I think part of that was the fact that the technology of on-stage monitors was pitiful.”

Für ihn war es der Startpunkt des Projektes Wall of Sound. Stanley stellte schließlich eine als Wall of Sound bezeichnete Beschallungsanlage zusammen. Als die Firma Ampex 1968 den ersten 16-Spur-Rekorder entwickelte, experimentierte die Band mit den sich nun bietenden Möglichkeiten. 1969 wandte sich Owsley an Ron Wickersham, der im selben Jahr die Firma Alembic Inc gründete und dort elektrische Gitarren, Bässe und Mikrofonanlagen herstellte. Wickersham sollte einen Mikrofon-Splitter entwickeln, der sowohl Gesang als auch Instrumente ohne Verzerrung oder Qualitätsverlust aufnehmen konnte. Es sollte aber nicht nur jegliche Verzerrung ausgefiltert, sondern auch ein Monitoringsystem aufgebaut werden. Dazu wurden sechs individuelle Soundsysteme miteinander kombiniert, die jeweils über eine eigene Stromversorgung liefen und eigene Funktionen hatten. Neben Owsley und Wickersham arbeiteten Dan Healy und Mark Raizene von Grateful Dead sowie Rick Turner und John Curl von Alembic an dem Projekt, das 1971 offiziell unter dem Namen Wall of Sound gestartet wurde.
Zu diesem Zweck wurden 98 Transistor-Amps mit jeweils 300 Watt Musikleistung sowie drei 350 Watt starke Elektronenröhren-Verstärker verwendet, so dass die Lautsprecher insgesamt mit 26.400 Watt RMS liefen. Durch diese Leistung konnte man den Sound open air in einer Entfernung von 150–200 Meter in ausgezeichneter und bis etwa 400 Meter in durchschnittlicher Qualität wahrnehmen. Andere Beschallungsanlagen konnten diese Lautstärke mit weniger Stromverbrauch erreichen, jedoch nicht in vergleichbarer Qualität. Über die sechs verschiedenen Soundsysteme liefen Gesang, Lead-Gitarre, Rhythmus-Gitarre, Keyboard und Piano, Bass und Schlagzeug. Dabei wurde der Bass quadrofonisch, also jede Saite des Basses über einen eigenen Kanal und Verstärker wiedergegeben. Die Leistung des Wall of Sound umfasste elf Kanäle, 48 Verstärker und 641 Lautsprecher.
Die Wall of Sound arbeitete als ihr eigenes Monitoringsystem und war zu diesem Zweck hinter der Band aufgebaut, so dass die Musiker genau das hören konnten, was das Publikum hörte. Um das aus dieser Aufstellung resultierende Feedback zu verhindern, entwarfen Stanley und Alembic ein spezielles Mikrofonsystem. Sie platzierten zwei Kondensatormikrofone im Abstand von 6 cm übereinander, die gegenphasig betrieben wurden. Die Sänger sangen ins obere Mikrofon, während das untere die sonstigen Geräusche im Bühnenumfeld aufnahm. Die beiden Signale wurden gemischt, und aufgrund der gegenphasigen Schaltung wurden alle von außen kommenden Störgeräusche ausgelöscht, die von beiden Mikrofonen in gleichem Maße aufgenommen wurden – so wurde nur die Stimme verstärkt.
Die vollständige Wall of Sound feierte ihre Premiere am 23. März 1973 bei einem Konzert im Cow Palace in Daly City, Kalifornien. Für den Transport des gesamten Bühnenequipments, das ein Gewicht von 72 Tonnen hatte, benötigte die Band fünf LKW, weshalb die Wall of Sound 1976 wieder zerlegt und ein gängigeres Soundsystem verwendet wurde.

## Erfolge und Auszeichnungen
Während die Band in Europa nicht mehr besonders wahrgenommen wird, gehören ihre Songs in den USA, wo sie 17,5 Millionen Alben verkauft hat, nach wie vor zum Programm der Radiostationen. Auch wird in den verschiedenen Medien auf die Band und besonders auf García angespielt. Dazu gehören die Dilbert-Comicstrips von Scott Adams oder Sitcoms wie Roseanne oder Die wilden Siebziger. Auch in so unterschiedlichen Kinofilmen wie Spider-Man 2, Color of Night, Little Miss Sunshine, Fletcher’s Visionen, Cocaine Cowboys oder Footloose wird auf die Band Bezug genommen. Des Weiteren haben die Band oder einzelne Mitglieder bei den Soundtracks von Filmen wie Zabriskie Point, Apocalypse Now, Die Maske, Masked and Anonymous, Die Braut, die sich nicht traut oder auch Die Träumer aus dem Jahr 2003 mitgewirkt. Daneben standen die Mitglieder selber auch vor der Kamera. Dies waren zumeist Dokumentarfilme wie Woodstock – 3 Tage im Zeichen von Liebe & Musik, Festival Express oder Gimme Shelter, aber auch Kino- und TV-Filme wie Petulia oder Fear and Loathing in Las Vegas.
Das Musikmagazin Rolling Stone listete die Band auf Rang 57 der 100 größten Musiker aller Zeiten. Außerdem nahm es die Alben Live/Dead, American Beauty, Workingman’s Dead und Anthem of the Sun in die Liste der Die 500 besten Alben aller Zeiten auf und wählte Jerry Garcia in die Liste der größten 100 Gitarristen sowie gemeinsam mit Robert Hunter in die Liste der 100 größten Songwriter aller Zeiten. Laut Rolling Stone gehören zudem die Cover der Alben Aoxomoxoa und American Beauty zu den 100 besten. Die Songs Dark Star und Uncle John’s Band aus der Feder von García und Hunter wurden darüber hinaus ebenso wie 12 Bandmitglieder in die Rock and Roll Hall of Fame aufgenommen.
Nachdem die Band zunächst keine Singleauskopplungen in Betracht gezogen hatten, wurden sie vom damaligen Direktor von Warner Bros. Records Joe Smith dazu überredet. Die Singles hatten jedoch nur mäßigen Erfolg. Erst beim Erfolgsalbum In the Dark konnte mit Touch of Grey die erste und einzige Topplatzierung in den Charts erreicht werden. Aus diesem Anlass war der Song der erste, zu dem die Band ein Musikvideo aufnahm. Die nachfolgende Single Hell In A Bucket erreichte noch eine Platzierung unter den Top Ten, genauso wie die Auskopplung Foolish Heart vom Album Built to Last; keine der Singles erreichte jedoch den Erfolg von Touch of Grey. Bisher erhielten die Alben von Grateful Dead 21 Mal die Goldene Schallplatte, sechsmal Platin und viermal Mehrfachplatin in den USA.

## Fangemeinde

### Deadheads
Die Mitglieder der Fangemeinde von Grateful Dead bezeichneten sich selbst als „Deadheads“. Die Bezeichnung stammt aus dem Jahr 1971 und wurde im Inlay des Albums Grateful Dead verwendet. Dort schlug Hank Harrison, der Vater von Courtney Love, die auf dem Albumcover von Aoxomoxoa zu sehen war, folgenden Text vor:

“DEAD FREAKS UNITE: Who are you? Where are you? How are you?
Send us your name and address and we’ll keep you informed.
Dead Heads, P.O. Box 1065, San Rafael, CA 94901.”

Grateful Dead unterstützte die Deadheads, indem sie für den daraus resultierenden Rücklauf einen Newsletter zusammenstellten.
Die Fangemeinde bestand aus in Batikhemden gekleideten und halluzinogenen Drogen zugewandten Hippies, die ihren Idolen auf ihren Tourneen teilweise durch die gesamten USA folgten, um die unterschiedlichen Setlisten und Bühnenshows mitzuerleben. Die Deadheads in ihrer extremen Ausprägung begründeten ein kulturelles Phänomen, indem sie ihr komplettes Leben nach dem Tourzyklus der Band ausrichteten. Ihren Lebensunterhalt bestritten dabei nicht wenige durch den Verkauf von selbstangefertigtem Kunsthandwerk, Fanartikeln und sanften Drogen. Auch in Deutschland hatte diese Bewegung einige Anhänger, die einmal im Jahr in die USA flogen. Einst zur counter culture der 60er Jahre gehörend, überlebte das Phänomen Deadhead bis mindestens Mitte der 1990er Jahre, fand aber zunächst ein Ende, als Jerry García 1995 starb und sich die Band auflöste. Heute begleiten die Fans die Touren der Nachfolgeband The Dead bzw. Dead & Company. Auch in Europa finden weiterhin Treffen der Deadheads statt, meist unter Beteiligung von Coverbands wie Dark Star Orchestra.

### Bootlegs im Internet
Keines der Bandmitglieder hatte eine besondere Affinität zur Computer- und Netzwerktechnik. Trotzdem ist die Band in mehrfacher Hinsicht Bestandteil der Entwicklung des Internets. Das liegt vor allem an den Deadheads, die oftmals aus Ingenieursstudiengängen kamen. Auch die Nähe zu den Entwicklungsstätten des Silicon Valley trug zur Nutzung neuer Techniken bei. Im einflussreichen früheren Mailboxsystem The WELL gab es schon bald ein eigenes Diskussionsforum, die Grateful Dead Conference. Eine der ersten Newsgroups des Usenet war rec.music.gdead.
Im Gegensatz zu den vielen modernen Musikern, die Bootlegs mit allen juristischen Mitteln verfolgen, hat Grateful Dead einen anderen Weg beschritten. Wie andere Bands ihrer Zeit erlaubten sie, dass die Fans Konzerte mitschnitten und ihre dafür benötigten Mikrofone aufstellen durften. Nicht die Musiker, sondern die Bühnencrew erhob nach einer gewissen Zeit Einspruch dagegen, da die unzähligen Mikrofone ihnen die Arbeit erschwerten. Deshalb wurden für die Fans spezielle Bereiche hinter dem Mischpult abgetrennt („taping areas“), wo die Fans ihre portablen Anlagen zum Mitschneiden der Konzerte aufbauen konnten. Für diesen Bereich benötigten sie ein tapers ticket. Diese Aufnahmen wurden bzw. werden zwischen den Fans getauscht; etliche sind auch auf Platten oder CDs veröffentlicht. Dies war erlaubt, solange kein Gewinn damit erzielt wurde. Trotz dieser Vorgehensweise gehörte Grateful Dead über viele Jahre zu den bestverdienenden Bands in den USA.
Mit dem Aufkommen des MP3-Formats und der ersten Tauschbörsen war schlagartig die Digitalisierung und weltweite Verbreitung ungeheurer Mengen an Musik möglich. Grateful Dead reagierte darauf als erste mit einer Geschäftspolitik, die ihre mitschneidefreundliche Haltung ins Internet erweiterte und zum Vorbild für andere Bands wurde. In der Folge entstanden mehrere Websites, die sich um die Verbreitung der Musik kümmerten. Über Jahre hinweg gab es Überlegungen der Band, die eigenen Konzertmitschnitte („Vault“) über das Internet zu verkaufen. Die Streitereien erledigten sich mit dem Ende der Dotcom-Blase. 2004 hat die Band als Veröffentlichungsort Apples iTunes Music Service und eine eigene Webpräsenz gewählt.
Ende November 2005 schien sich zunächst ein Wandel der freundlichen Einstellung gegenüber Bootleggern abzuzeichnen: Angeblich auf Drängen der verbliebenen Band-Mitglieder nahm das Internet Archive, das bis dahin eine Vielzahl an Grateful-Dead-Bootlegs zum Download anbot, die Aufnahmen, die direkt am Mischpult aufgezeichnet wurden (sogen. „Soundboard Recordings“ oder „Soundboards“) komplett vom Netz; Aufnahmen, die mit externen Mikrofonen gemacht wurden (auch als „Audience Recordings“ bezeichnet), standen nicht mehr zum Download, sondern nur noch als Live-Stream zur Verfügung.
Nach dem Protest der Fanbasis wurde diese Entscheidung Anfang Dezember 2005 wieder teilweise rückgängig gemacht: In einem Posting auf seiner Website erklärte Bassist Phil Lesh, nichts von der Entscheidung, die zum Stopp der Downloads geführt hatte, gewusst zu haben, und dass er die freie, nicht-kommerzielle Verbreitung der Musik durch die Fans befürworte. Das Internet-Archiv wiederum gab an, sich offenbar geirrt zu haben, als es glaubte, mit seinen Aktionen den Wünschen der Band nachzukommen. Die Audience Recordings stehen seitdem wieder zum Download bereit; Soundboards, die sich zuvor ebenfalls herunterladen ließen, sollen allerdings nur noch als Streams angeboten werden.

## Diskografie
Studioalben

| Jahr | Titel                                                | Höchstplatzierung, Gesamtwochen, AuszeichnungChartplatzierungen (Jahr, Titel, Platzierungen, Wochen, Auszeichnungen, Anmerkungen) | Höchstplatzierung, Gesamtwochen, AuszeichnungChartplatzierungen (Jahr, Titel, Platzierungen, Wochen, Auszeichnungen, Anmerkungen) | Höchstplatzierung, Gesamtwochen, AuszeichnungChartplatzierungen (Jahr, Titel, Platzierungen, Wochen, Auszeichnungen, Anmerkungen) | Höchstplatzierung, Gesamtwochen, AuszeichnungChartplatzierungen (Jahr, Titel, Platzierungen, Wochen, Auszeichnungen, Anmerkungen) | Höchstplatzierung, Gesamtwochen, AuszeichnungChartplatzierungen (Jahr, Titel, Platzierungen, Wochen, Auszeichnungen, Anmerkungen) | Anmerkungen |
| Jahr | Titel                                                | DE | CH | UK | US | Rock | Anmerkungen |
| ---- | ---------------------------------------------------- | --- | --- | --- | --- | --- | --- |
| 1967 | The Grateful Dead                                    | — | — | — | US73 Gold · (28 Wo.)US | — | Erstveröffentlichung: 17. März 1967 |
| 1968 | Anthem of the Sun                                    | — | — | — | US87 (17 Wo.)US | — | Erstveröffentlichung: 18. Juli 1968 |
| 1969 | Aoxomoxoa                                            | — | — | — | US73 Gold · (11 Wo.)US | — | Erstveröffentlichung: 20. Juni 1969 |
| 1969 | Live/Dead                                            | — | — | — | US64 Gold · (15 Wo.)US | — | Erstveröffentlichung: 10. November 1969 Live, Konzertaufnahmen von Januar bis März 1969                                                                                          |
| 1970 | Workingman’s Dead                                    | DE66 (1 Wo.)DE | CH84 (1 Wo.)CH | UK69 (2 Wo.)UK | US27 Platin · (27 Wo.)US | — | Erstveröffentlichung: 14. Juni 1970; 50th Anniversary Edition: 10. Juli 2020 Platzierung DE, CH und 1 Woche US erst 2020                                                         |
| 1970 | American Beauty                                      | DE100 a (1 Wo.)DE | — | UK27 Gold · (2 Wo.)UK | US19 b ×2Doppelplatin · (20 Wo.)US                                                                                                | — | Erstveröffentlichung: November 1970 |
| 1971 | Grateful Dead (Skull & Roses)                        | — | — | — | US25 (12 Wo.)US | — | Erstveröffentlichung: Oktober 1971 Live, Konzertaufnahmen von 1971 |
| 1972 | Europe ’72                                           | — | CH99 c (1 Wo.)CH | — | US24 ×2Doppelplatin · (24 Wo.)US                                                                                                  | — | Erstveröffentlichung: 5. November 1972 Live, Konzertaufnahmen von April bis Mai 1972 in Europa                                                                                   |
| 1973 | History of the Grateful Dead, Vol. 1 (Bear’s Choice) | — | — | — | US60 (11 Wo.)US | — | Erstveröffentlichung: 13. Juli 1973 Live, Aufnahmen vom 13. & 14. Februar 1970 in Fillmore East in New York City                                                                 |
| 1973 | Wake of the Flood                                    | — | — | — | US18 (19 Wo.)US | — | Erstveröffentlichung: 15. Oktober 1973 |
| 1974 | Grateful Dead from the Mars Hotel                    | — | CH79 (… Wo.)CH | UK47 (1 Wo.)UK | US16 (21 Wo.)US | — | Erstveröffentlichung: 27. Juni 1974 Wiederveröffentlichung: 21. Juni 2024 (50th Anniversary Edition) Charteintritt CH erst 2024                                                  |
| 1975 | Blues for Allah                                      | — | — | UK45 (1 Wo.)UK | US12 (13 Wo.)US | — | Erstveröffentlichung: August 1975 |
| 1976 | Steal Your Face                                      | — | — | UK42 (1 Wo.)UK | US56 (9 Wo.)US | — | Erstveröffentlichung: Juni 1976 Live, aufgenommen vom 16. bis 20. Oktober 1974 in der Winterland Arena, San Francisco                                                            |
| 1977 | Terrapin Station                                     | — | — | UK30 (1 Wo.)UK | US28 Gold · (16 Wo.)US | — | Erstveröffentlichung: 27. Juli 1977 |
| 1978 | Shakedown Street                                     | — | — | — | US41 Gold · (19 Wo.)US | — | Erstveröffentlichung: 15. November 1978 |
| 1980 | Go to Heaven                                         | — | — | — | US23 (21 Wo.)US | — | Erstveröffentlichung: 28. April 1980 |
| 1981 | Reckoning                                            | — | — | — | US43 (16 Wo.)US | — | Erstveröffentlichung: 1. April 1981 Live, aufgenommen vom 25. September bis 31. Oktober 1980 im Warfield Theater, San Francisco, und in der Radio City Music Hall, New York City |
| 1981 | Dead Set                                             | — | — | — | US29 (11 Wo.)US | — | Erstveröffentlichung: August 1981 Live, zeit- und ortsgleich zu Reckoning |
| 1987 | In the Dark                                          | — | — | UK57 (3 Wo.)UK | US6 ×2Doppelplatin · (34 Wo.)US                                                                                                   | — | Erstveröffentlichung: 6. Juli 1987 |
| 1989 | Dylan & The Dead                                     | DE55 (2 Wo.)DE | CH29 (2 Wo.)CH | UK38 (3 Wo.)UK | US37 Gold · (11 Wo.)US | — | Erstveröffentlichung: 30. Januar 1989 Live, aufgenommen im Juli 1987; mit Bob Dylan                                                                                              |
| 1989 | Built to Last                                        | — | — | — | US27 Gold · (15 Wo.)US | — | Erstveröffentlichung: 31. Oktober 1989 |
| 1990 | Without a Net                                        | — | — | — | US43 Gold · (12 Wo.)US | — | Erstveröffentlichung: September 1990 Live, Konzertaufnahmen von Oktober 1989 bis April 1990                                                                                      |
| 2012 | Dark Star                                            | — | — | — | — | — | Erstveröffentlichung: 21. April 2012, Record Day Exclusive (lim. 4.200), 4. Mai 1972 im Olympia Theatre, Paris                                                                   |
| 2015 | Fare Thee Well                                       | — | — | — | US47 (1 Wo.)US | Rock39 (1 Wo.)Rock | Erstveröffentlichung: 27. November 2015 Live, 3. bis 5. Juli 2015 im Soldier Field in Chicago                                                                                    |
| 2015 | Fare Thee Well (Best-of-Edition)                     | — | — | — | US130 (1 Wo.)US | Rock14 (4 Wo.)Rock | Erstveröffentlichung: 27. November 2015 Live, 3. bis 5. Juli 2015 im Soldier Field in Chicago                                                                                    |

grau schraffiert: keine Chartdaten aus diesem Jahr verfügbar